# Елайн (Оклахома)
Елайн (англ. Aline) — місто (англ. town) в США, в окрузі Алфалфа штату Оклахома. Населення — 168 осіб (2020).

## Географія
Елайн розташований за координатами 36°30′34″ пн. ш. 98°26′55″ зх. д. / 36.50944° пн. ш. 98.44861° зх. д. (36.509569, -98.448688).  За даними Бюро перепису населення США в 2010 році місто мало площу 0,68 км², уся площа — суходіл.

## Демографія
Згідно з переписом 2010 року, у місті мешкало 207 осіб у 97 домогосподарствах у складі 64 родин. Густота населення становила 304 особи/км².  Було 123 помешкання (181/км²).
Расовий склад населення:
| - 94,2 % — білих - 3,4 % — корінних американців |

До двох чи більше рас належало 2,4 %. Частка іспаномовних становила 0,0 % від усіх жителів.
За віковим діапазоном населення розподілялося таким чином: 17,4 % — особи молодші 18 років, 60,4 % — особи у віці 18—64 років, 22,2 % — особи у віці 65 років та старші. Медіана віку мешканця становила 49,1 року. На 100 осіб жіночої статі у місті припадало 111,2 чоловіків;  на 100 жінок у віці від 18 років та старших — 108,5 чоловіків також старших 18 років.
Середній дохід на одне домашнє господарство  становив 52 528 доларів США (медіана — 51 429), а середній дохід на одну сім'ю — 64 734 долари (медіана — 60 909). За межею бідності перебувало 15,1 % осіб, у тому числі 5,1 % дітей у віці до 18 років та 0,0 % осіб у віці 65 років та старших.
Цивільне працевлаштоване населення становило 115 осіб. Основні галузі зайнятості: сільське господарство, лісництво, риболовля — 26,1 %, освіта, охорона здоров'я та соціальна допомога — 15,7 %, роздрібна торгівля — 11,3 %, виробництво — 7,8 %.